# Challenger de Maia II 2021
El torneo Maia Challenger II 2021 fue un torneo de tenis perteneció al ATP Challenger Tour 2021 en la categoría Challenger 80. Se trató de la 4ª edición; el torneo tuvo lugar en la ciudad de Maia (Portugal), desde el 13 hasta el 19 de diciembre de 2021 sobre pista de tierra batida bajo techo.

## Jugadores participantes del cuadro de individuales
| Favorito | País                    | Jugador          | Rank1 | Posición en el torneo |
| -------- | ----------------------- | ---------------- | ----- | --------------------- |
| 1        | Bandera de Eslovaquia   | Andrej Martin    | 120   | Semifinales           |
| 2        | Bandera de Bélgica      | Kimmer Coppejans | 207   | Segunda ronda         |
| 3        | Bandera de Francia      | Maxime Janvier   | 219   | Primera ronda         |
| 4        | Bandera de Portugal     | Gastão Elias     | 227   | Segunda ronda         |
| 5        | Bandera de Portugal     | Nuno Borges      | 228   | FINAL                 |
| 6        | Bandera de Portugal     | João Domingues   | 248   | Primera ronda         |
| 7        | Bandera de China Taipéi | Tseng Chun-hsin  | 256   | CAMPEÓN               |
| 8        | Bandera de Portugal     | Gonçalo Oliveira | 284   | Segunda ronda         |

- 1 Se ha tomado en cuenta el ranking del 6 de diciembre de 2021.

### Otros participantes
Los siguientes jugadores recibieron una invitación (wild card), por lo tanto ingresan directamente al cuadro principal (WC):
- Pedro Araújo
- Tiago Cação
- Fábio Coelho

Los siguientes jugadores ingresan al cuadro principal tras disputar el cuadro clasificatorio (Q):
- Elmar Ejupović
- Edoardo Lavagno
- Luca Potenza
- Damien Wenger

## Campeones

### Individual Masculino
- Tseng Chun-hsin derrotó en la final a  Nuno Borges, 5–7, 7–5, 6–2

### Dobles Masculino
- Nuno Borges /  Francisco Cabral derrotaron en la final a  Piotr Matuszewski /  David Pichler, 6–4, 7–5